# TAP 포르투갈 항공
TAP 포르투갈 항공(영어: TAP Air Portugal)은 포르투갈의 항공 회사이자 스타얼라이언스의 가맹사로, 허브 공항은 리스본 공항이 있다.

## 역사
1945년 3월 14일에 설립하였고 1946년 9월 리스본 ~ 마드리드 구간으로 상업 운항을 시작하였다. 1947년 더글러스 DC-3을 도입했고 1949년에 모로코에 취항했다. 1953년 포르투갈 정부의 주도하에 민영화가 되었다. 1969년 뉴욕행 항로가 개설되었다. 1970년에 보잉 707를 퇴역하고 보잉 747를 도입했지만 수요 부족으로 인해 현역에서 퇴역한 후 매각했다. 1975년 다시 국영화되었고 1979년 한 차례 사명이 변경했다. 1989년에 뉴어크에 취항했으며 1991년에 베를린에 국제선 노선을 신설했다. 1997년에 방콕에 취항했으나 1998년에 방콕과 마카오 국제선 노선이 운항이 중단되고 말았다. 2005년 3월 항공 동맹인 스타얼라이언스의 16번째 가맹사가 되었고 같은 해에 다시 현재의 사명으로 변경했다. 2007년에 PGA 항공을 인수하였다. 최근에 브라질 정부가 브라질의 항공사인 아줄 브라질 항공과 미국의 저가 항공사인 제트블루 항공과 함께 합병하는 안이 검토되고 있다.

## 운항 노선
- 2012년 7월 기준으로 TAP 포르투갈 항공은 다음과 같은 노선을 운항하고 있다.

### 코드쉐어 협정
- TAP 포르투갈 항공은 다음과 같은 항공사와 코드쉐어 협정을 체결하고 있으며 * 표시는 스타얼라이언스 회원에 해당된다.

| - ITA 항공 - LAM 모잠비크 항공 - LOT 폴란드 항공 (스타얼라이언스) - S7 항공 (원월드) - SATA 인터내셔널 - TACV 카보베르데 항공 - 남아프리카 항공 (스타얼라이언스) - 루프트한자 (스타얼라이언스) - 브뤼셀 항공 (스타얼라이언스) - 스위스 국제항공 (스타얼라이언스) | - 스칸디나비아 항공 (스카이팀) - 싱가포르 항공 (스타얼라이언스) - 아비앙카 항공 (스타얼라이언스) - 아줄 브라질 항공 - 에게 항공 (스타얼라이언스) - 에미레이트 항공 - 에어발틱 - 에어 뉴질랜드 (스타얼라이언스) - 에어 캐나다 (스타얼라이언스) - 에티오피아 항공 (스타얼라이언스) | - 에티하드 항공 - 오스트리아 항공 (스타얼라이언스) - 우크라이나 국제항공 - 유나이티드 항공 (스타얼라이언스) - 이집트 항공 (스타얼라이언스) - 전일본공수 (스타얼라이언스) - 중국국제항공 (스타얼라이언스) - 코파 항공 (스타얼라이언스) - 크로아티아 항공 (스타얼라이언스) - 타이 항공 (스타얼라이언스) | - 터키항공 (스타얼라이언스) - 핀에어 (원월드) |

## 보유 기종
- 2020년 4월 기준으로 TAP 포르투갈 항공은 다음과 같은 기종을 보유하고 있으며 평균 기령은 11.3년이다.[3][4]

## 사건 및 사고
- TAP 포르투갈 항공 425편

## 사진

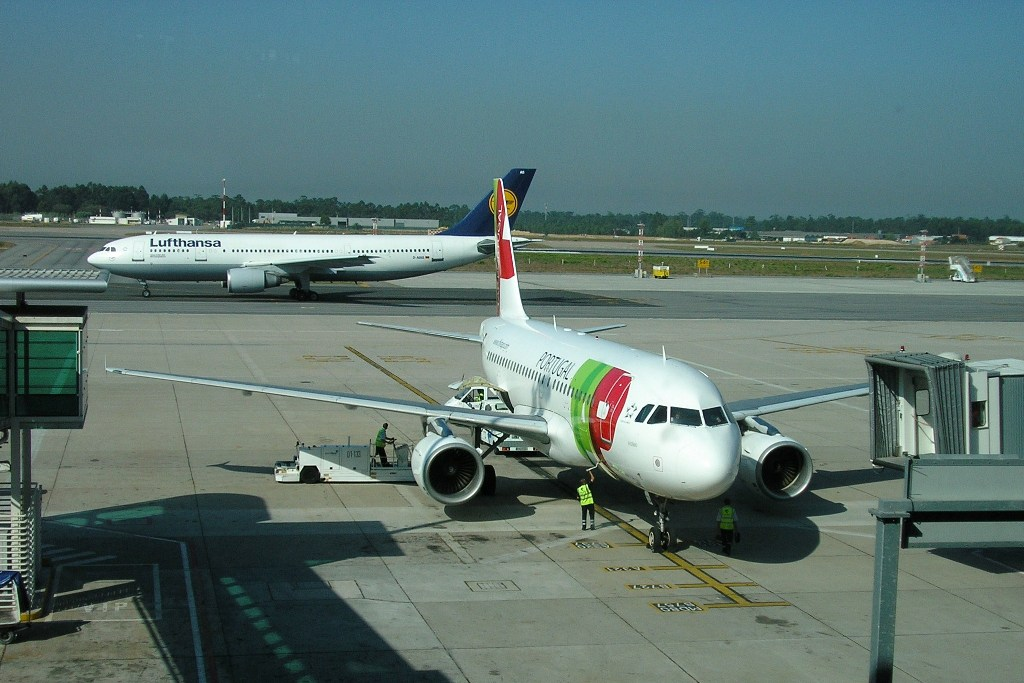
TAP 포르투갈 항공의 에어버스 A319-100
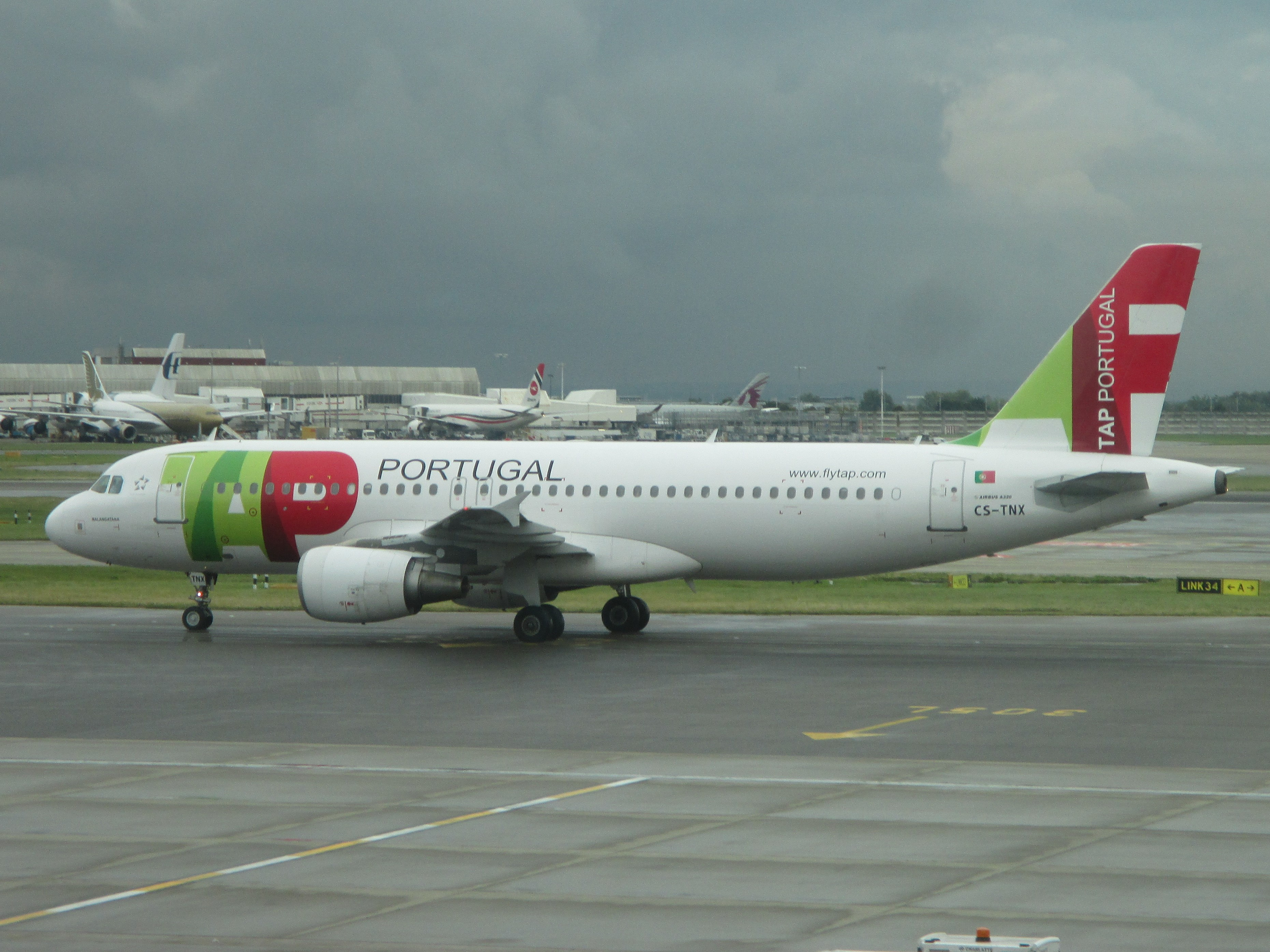
TAP 포르투갈 항공의 에어버스 A320-200
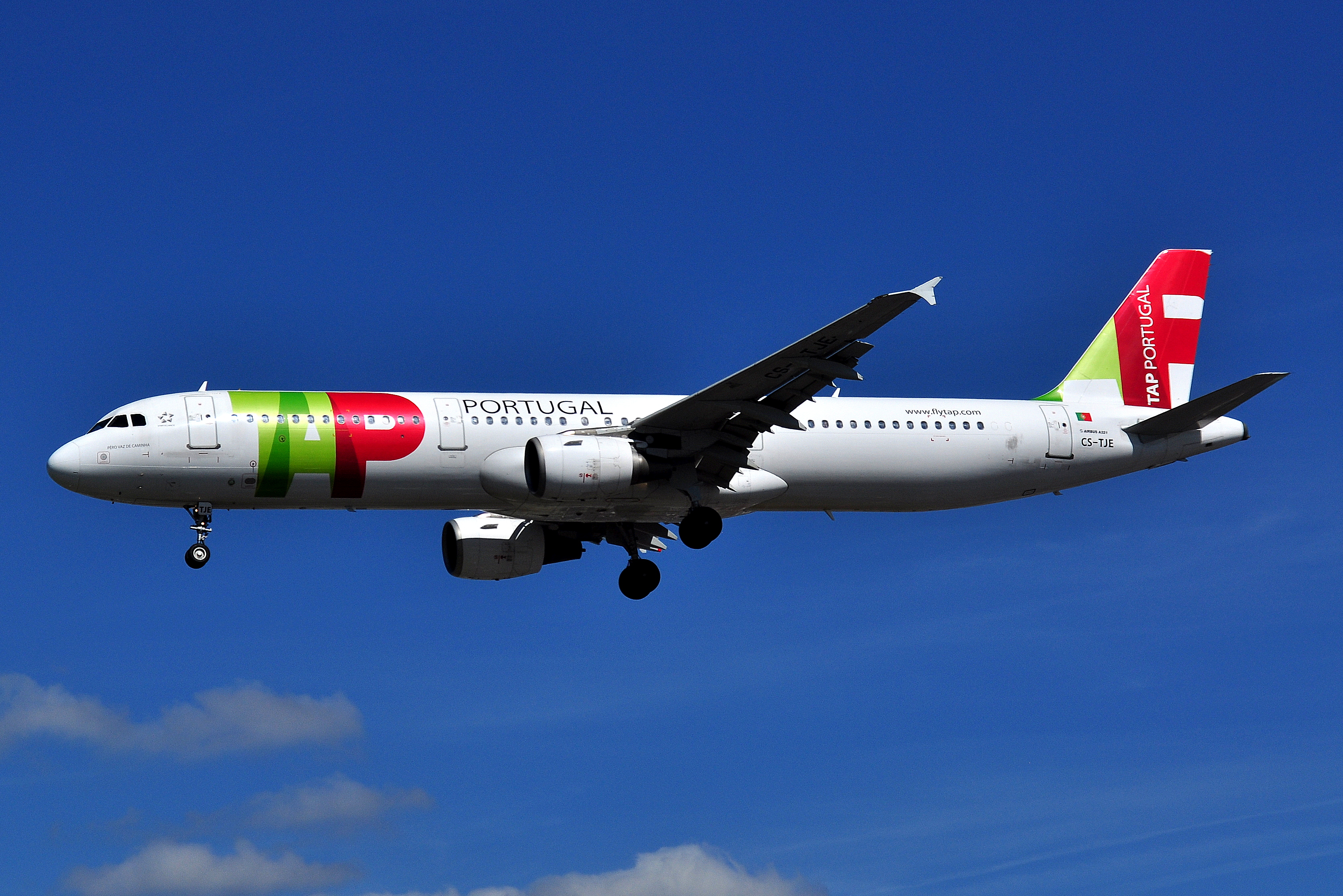
TAP 포르투갈 항공의 에어버스 A321-200
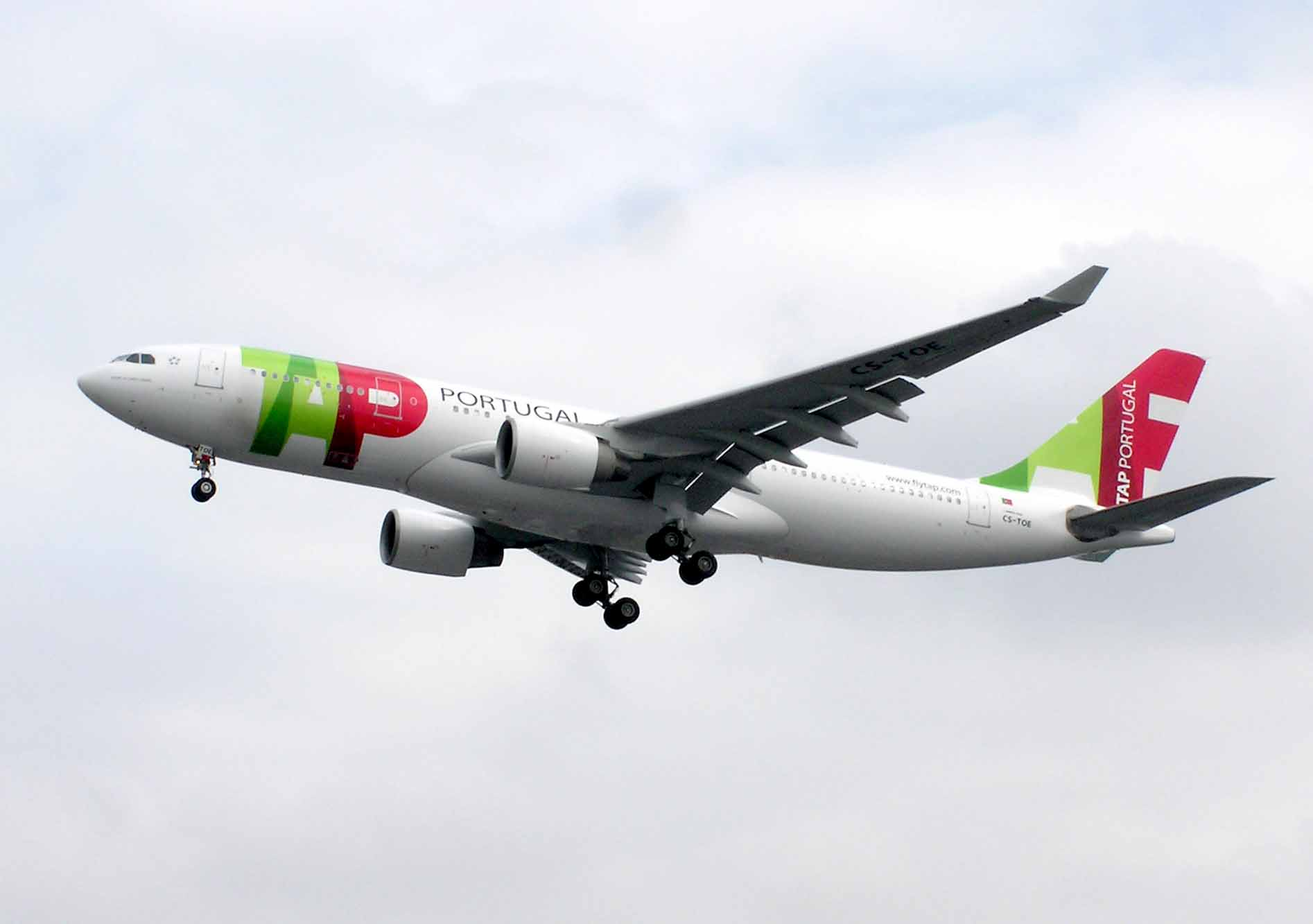
TAP 포르투갈 항공의 에어버스 A330-200